# Hyoseridinae
Hyoseridinae es una subtribu de la tribu Cichorieae de plantas con flores perteneciente a la familia Asteraceae, subfamilia Cichorioideae.

## Descripción
Son plantas anuales o perennes, herbáceas o arbustivas/arbóreas, laticifera. Los tallos pueden ser simples o ramificados, huecos o macizos. Las hojas son basales (en rosetas ) y/o caulinarias alternas, y eventualmente espinosas (Launaea nudicaulis); también pueden concentrarse en los ápices de los tallos, por ejemplo en las especies arbóreas y arbustivas del género Sonchus s.l.. La inflorescencia está formada por capítulos exclusivamente con flores liguladas implantadas sobre un receptáculo desnudo, de color generalmente amarillo (pero también de color rojo o blanco). Los frutos son cipselas, generalmente sin pico, dimórficas (Hyoseris, Sonchus) o no, más o menos aplanadas (Sonchus), aladas o no; el vilano puede ser ausente (Aposeris), puede ser dimórfico con 2 tipos de pelos (Launaea) o no, de pelos simples o de escamas (Hyoseris).

## Distribución
El centro de diversidad de esta subtribu se encuentra en el Mediterráneo y se extiende desde el Atlántico, hasta África tropical, el centro y norte de Eurasia hasta Australia. Introducida en prácticamente el resto del mundo hasta regiones árcticas.

## Taxonomía
La subtribu fue establecida por Christian Friedrich Lessing y publicada en Synopsis Generum Compositarum..., p. 127-130, 1832 e incluía entonces los géneros Arnoseris, Hyoseris, Hedypnois, Aposeris, Catananche, Acanthophyton (hoy día considerado un sinónimo de Cichorium), Cichorium, Tolpis, Schmidtia, Krigia y Cynthia.
Sinónimos
- Dendroseridinae Benth. in Bentham & Hooker, 1873
- Sonchinae K.Bremer, 1993 non Rouy, 1927.

## Géneros
- Aposeris
- Dendroseris
- Hyoseris
- Launaea
- Reichardia
- Sonchus
- Thamnoseris[3]

- Nota: Estudios moleculares recientes[4][5][6][7] han conducido a incluir los géneros Dendroseris y Thamnoseris en un nuevo concepto ampliado del género Sonchus y, consecuentemente, considerarlos, con todas sus especies, como meros subgéneros de Sonchus.[8]